# Pieck (münsterländisches Adelsgeschlecht)

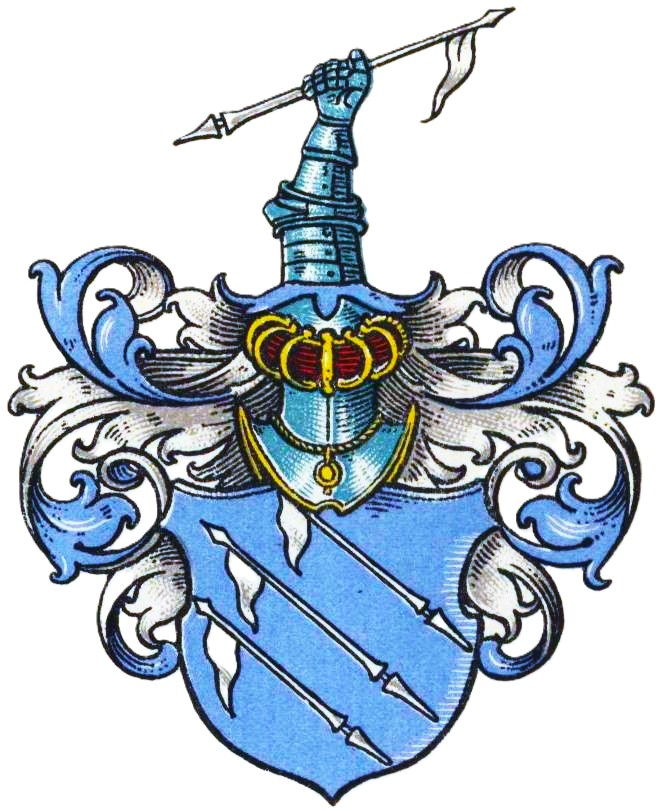
Wappen derer von Peik im Wappenbuch des Westfälischen Adels

Pieck (auch Peik, Peik, Peck o. ä.) ist der Name eines erloschenen westfälisch-münsterländischen Adelsgeschlechts.
Die Familie ist von dem gleichnamigen, aber wappenverschiedenen geldrischen Adelsgeschlecht Pieck zu unterscheiden.

## Geschichte
Das Geschlecht gehörte zu den Erbmännern in Münster und besaß das Osterhaus im Kirchspiel Alverskirchen.
1439 wurde Fya Pyeck, Tochter des Johannis Pyeck, Bürgerin der Stadt Münster. Als Bürgen traten ihr Vater und Nikolaus Kerckerinck auf. 1530 wurde Otto Peck vom Stift Freckenhorst mit dem Bunstorper Hof belehnt. Für denselben Hof folgte 1541 eine Belehnung des Johann Peick. 1558 wurde dann Alhard Droste, Anwalt der Witwe des Johann Peick, mit dem Hof belehnt. 1579 folgte schließlich Paul Wevordt als Erbnachfolger der Witwe Peick. Paul Wevordt war mit Anna Pieck, Tochter des Johann Pieck, verheiratet. Er stritt sich ab 1580 und noch 1597 mit Stephan von der Capellen, Ehemann der Margaretha Pieck, ebenfalls Tochter des Johann Pieck, um das lehnrührige Gut Sandfort im Kirchspiel Alverskirchen, ein Erbe Johanns.
Entsprechend stellt Max von Spießen fest, dass die Familie bald nach 1541 (im Mannesstamm) erlosch.

## Wappen
Blasonierung des Redenden Wappens: In Blau drei schrägrechts liegende silberne Turnierlanzen (Pike) (mit silbernen Wimpeln) übereinander. Auf dem Helm mit blau-silbernen Helmdecken ein wachsender blauer geharnischter Arm, der eine Turnierlanze linksschräg emporhält.